# エーヴィス・サムーティス
エーヴィス・サムーティス （Evis Sammoutis、1979年 - ）はキプロス出身の現代音楽の作曲家、ギタリスト。ロンドン在住。

## 略歴
母国で教育を受けたのち、イギリスに渡ってヨーク大学でトマ・シマクとジルベール・バイベリアンに師事。これまでに多くの国際マスタークラスに参加しており、デュティユ国際作曲コンクール（第二位）、ガウデアムス音楽週間（入選、及びノミネート）、入野賞（優勝）などの受賞で頭角を現す。

## 作風
弦楽六重奏のためのEchopraxiaではピチカートやコルレーニョなどの音質に曲頭からこだわっている。スネアドラム二重奏のためのRotationsでは凝った奏法指定からさまざまな音質が万華鏡のように変化する。現在も多くの委嘱を受けている。